# Delphinium ceratophorum
Delphinium ceratophorum är en ranunkelväxtart som beskrevs av Adrien René Franchet. Delphinium ceratophorum ingår i släktet storriddarsporrar, och familjen ranunkelväxter.

## Underarter
Arten delas in i följande underarter:
- D. c. brevicorniculatum
- D. c. hirsutum
- D. c. robustum

## Bildgalleri

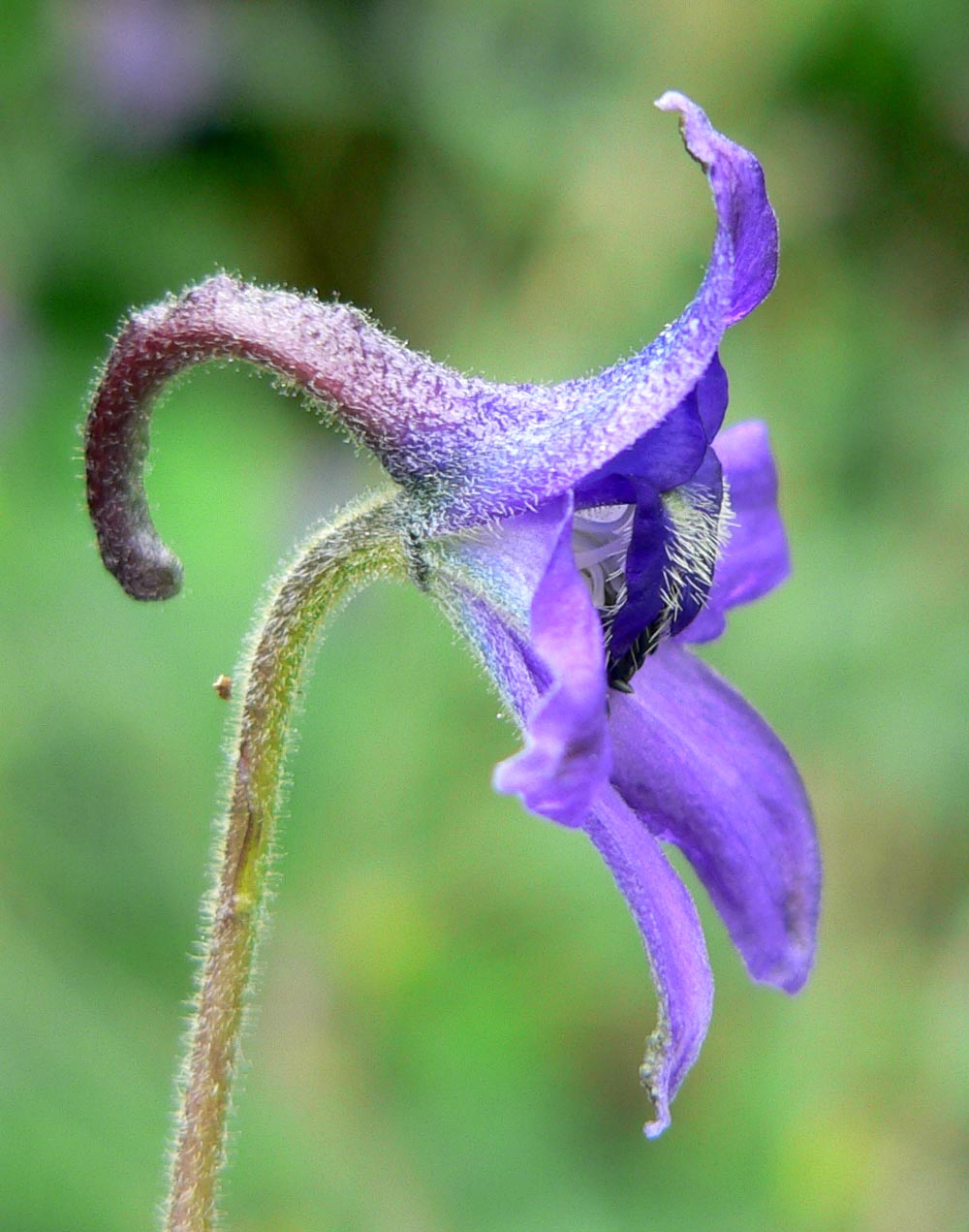
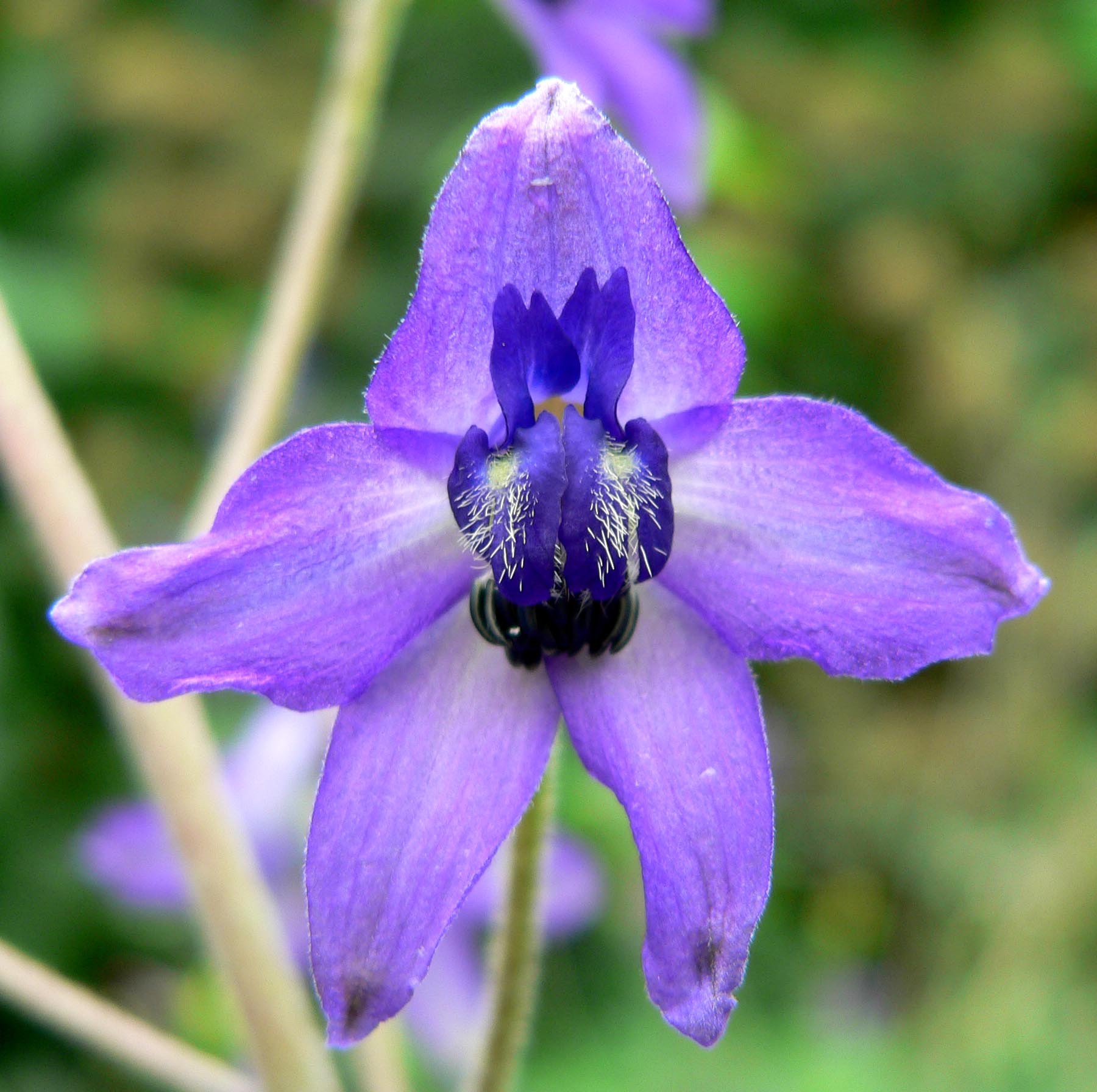
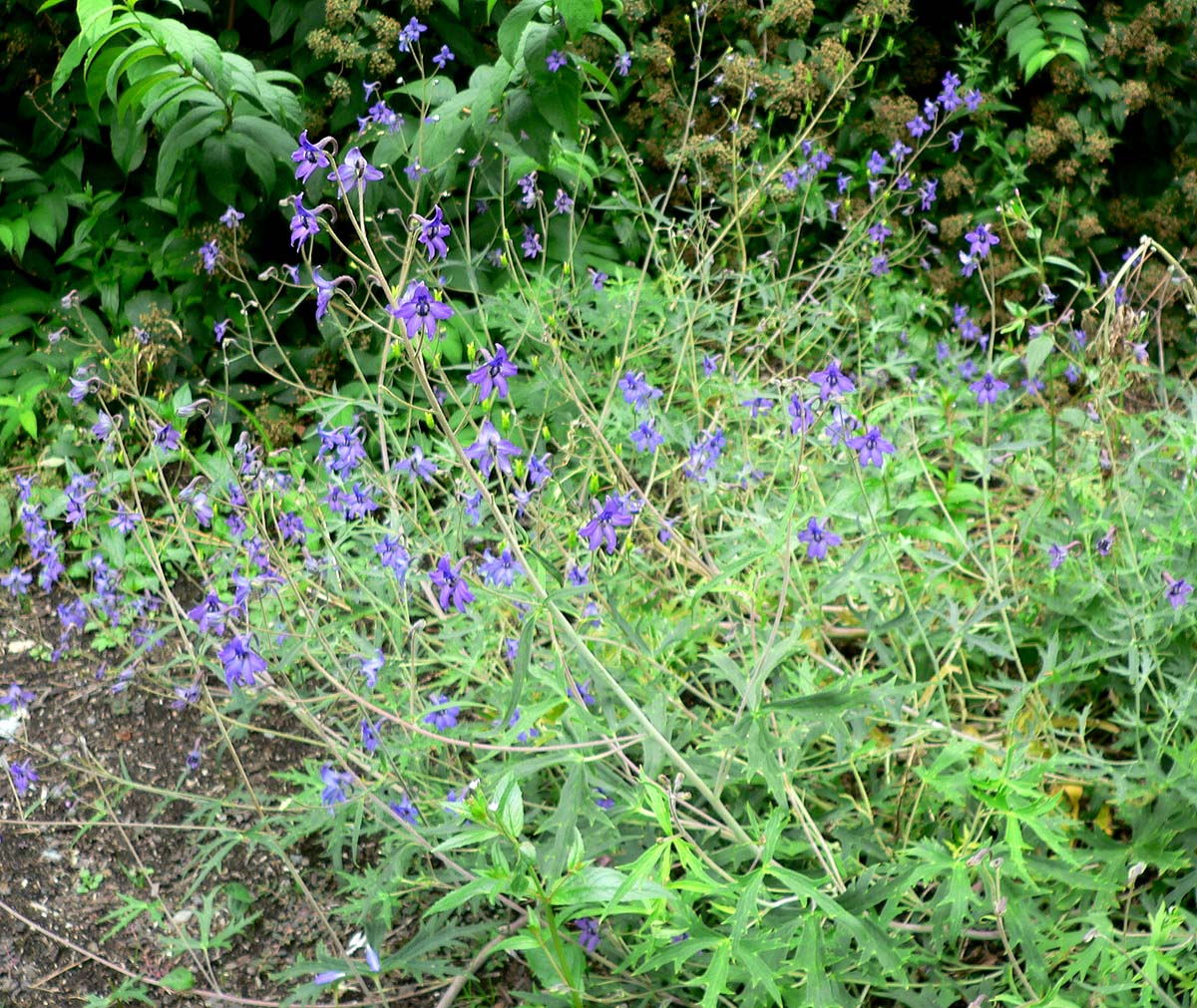